# Vass Károly (rendező)
Vass Károly névvariáns:Velczer (Budapest, 1921. április 6. – Budapest, 1987. október 5.) Jászai Mari-díjas magyar rendező, színházgazgató.

## Életpályája
1942-ben jogi diplomát szerzett. 1943-tól a Színművészeti Akadémia rendező szakos hallgatója volt. 1949-től a Pécsi Nemzeti Színház majd a Miskolci Nemzeti Színház főrendezője volt. 1952-től két éven át az Állami Déryné Színház rendezője. A József Attila Színház egyik alapító tagja. 1955–1958-ban a Békéscsabán, 1962-ig Egerben dolgozott. 1962 őszétől a Békés Megyei Jókai Színház főrendezője, majd 1963 és 1968 között igazgatója volt. 1969-től egy évadon át a Szegedi Nemzeti Színházban volt vezető renderndező. 1970-től két évig a szolnoki Szigligeti Színházat igazgatta. 1972-től a győri Kisfaludy Színház rendezője, 1979–1982-ben pedig ügyvezető igazgatója volt. A magyar és a világirodalom szinte valamennyi jelentős prózai művét színpadra állította. 

## Díjai
Jászai Mari-díj (1971)

## Rendezéseiből
- William Shakespeare: Macbeth
- William Shakespeare: Sok hűhó semmiért
- William Shakespeare: A makrancos hölgy
- Molière: Tartuffe
- Benjamin Jonson: A hallgatag hölgy
- Eugène Scribe Egy pohár víz
- Alexandre Dumas: A kaméliás hölgy
- Lev Nyikolajevics Tolsztoj: Háború és béke
- Anton Pavlovics Csehov: Három nővér
- Anton Pavlovics Csehov: Ványa bácsi
- Alekszandr Nyikolajevics Osztrovszkij: Farkasok és bárányok
- Henrik Ibsen: Nóra
- Henrik Ibsen: Hedda Gabler
- Federico García Lorca: A csodálatos vargáné
- Arthur Miller: Alku
- George Bernard Shaw: Pygmalion
- Szigligeti Ede: Liliomfi
- Katona József: Bánk bán
- Jókai Mór: Az aranyember
- Heltai Jenő: A néma levente
- Móricz Zsigmond: Nem élhetek muzsikaszó nélkül
- Bródy Sándor: A tanítónő
- Szirmai Albert: Mágnás Miska
- Franz Schubert: Három a kislány
- Lehár Ferenc: Vándordiák
- Kacsóh Pongrác: János vitéz
- Kálmán Imre: Csárdáskirálynő